# Sándor Lezsák
Dans le nom hongrois Lezsák Sándor, le nom de famille précède le prénom, mais cet article utilise l’ordre habituel en français Sándor Lezsák, où le prénom précède le nom.
Sándor Lezsák ([ˈʃaːndoɾ], [ˈlɛʒaːk]), né le 30 octobre 1949 à Kispest, Budapest, est un poète, enseignant et homme d'État hongrois.

## Biographie
Diplômé en 1975 de l'Institut de formation des professeurs Gyula Juhász, il devient professeur d'histoire. À la maison de la culture du village de Lakitelek où il habite, il est directeur de la troupe de théâtre, jusqu'à ce qu'en 1985 il perde ce poste pour y avoir tenu la soirée Antológia (« Anthologie ») réunissant de nombreux poètes pour manifester l'unité de la littérature hongroise,.
C'est sous une grande tente dressée dans le jardin de sa maison à Lakitelek que se tient la « rencontre de Lakitelek » (lakiteleki találkozó), la première réunion de l'opposition à demander le multipartisme, et qu'après la réunion le 27 septembre 1987 est fondé le MDF, le premier nouveau mouvement politique et futur parti politique depuis la révolution hongroise de 1956.
Lezsák est membre de la direction du MDF à partir de 1988, et le mouvement se transforme en parti lorsque les partis politiques sont autorisés en 1989. De 1996 à 1999 il est président du MDF, et en 1999, après les mauvais résultats électoraux du parti, il ne se présente pas à la présidence du parti, Ibolya Dávid (en) devenant alors présidente. Il est président de la Commission parlementaire de l'éducation et de la science de 1998 à 2002. En 2004, les membres du MDF en désaccord avec la politique de la présidente créent le groupe de travail Lakitelek dirigé par Lezsák ; il est alors exclu du MDF, et les membres du groupe de travail fondent le Nemzeti Fórum (« Forum national ») qui conclut un accord de coopération avec le Fidesz.
Il a été député sans interruption depuis 1994, d'abord sous les couleurs du MDF puis depuis 2006 du Fidesz, et il est vice-président de l'Assemblée nationale depuis 2006. Le 2 avril 2012, après la démission de Pál Schmitt de la présidence de la République hongroise et son remplacement par intérim par László Kövér, il est désigné comme successeur de ce dernier en tant que président de l'Assemblée nationale par intérim.

## Œuvre littéraire
Il a publié deux recueils de poèmes : Békebeli éjszaka (1983) et Fekete felhő, teafű (1988). Sa pièce de théâtre Nyolcvan vödör levegő (1988) a été plusieurs fois à l'affiche. Il a aussi écrit le texte des chansons du spectacle opéra-rock de Levente Szörényi Attila, az Isten kardja (« Attila, l'épée de Dieu », 1993).

## Sources
- (hu) Cet article est partiellement ou en totalité issu de l’article de Wikipédia en hongrois intitulé « Lezsák Sándor » (voir la liste des auteurs).